# Esclaves libérés par les Anglais entre 1775 et 1784
Les esclaves libérés par les Anglais entre 1775 et 1784 pendant la  Guerre d'indépendance des États-Unis, qui ont soit servi dans l'armée britannique soit trouvé ensuite des destinations où s'enfuir, vers la Floride Espagnole et l'ouest américain, ont constitué un des premiers échecs des politiques esclavagistes du XVIIIe siècle et l'enjeu d'une négociation de plusieurs décennies entre les Américains et les Anglais au sujet de l'indemnisation de leur ex-propriétaires.
Ces esclaves libérés par les Anglais sont parfois appelés "Loyalistes noirs" car ils furent très nombreux à combattre dans l'armée anglaise, mais souvent sans l'avoir choisi. La majorité d'entre eux a en fait bénéficié de sa protection pour fuir les plantations vers d'autres destinations et n'a pas fait la guerre.

## Signification historique
En décembre 1775, George Washington écrivit une lettre au colonel Henry Lee III, dans laquelle il déclarait que le succès de la guerre, dans un camp comme dans l'autre, viendrait de la capacité à armer les hommes noirs le plus rapidement possible. Par conséquent, il suggéra une politique visant à exécuter préventivement les esclaves qui tenteraient d’obtenir la liberté en se joignant à l’effort britannique.
Le rôle des esclaves libérés par les Anglais entre 1775 et 1784 a ressurgi dans le débat historique américain au moment du lancement de The 1619 Project, critiqué par des historiens. Un numéro de 100 pages du New York Times, conçu par sa journaliste noire Nikole Hannah-Jones, est finalement sorti le 14 août 2019, à une autre date que celle du 400e anniversaire du débarquement par un corsaire d'une vingtaine de noirs en 1619 en Virginie.
Dans ce numéro, une quinzaine de contributions d'écrivains visent surtout dénoncer un racisme institutionnel et les défis socio-économiques des Noirs en 2019. Nikole Hannah-Jones y souligne que ce sont les Noirs qui ont « fait la démocratie » de son pays, car elle veut « recadrer l'histoire américaine », notamment l'idée qu'elle commence en 1776, quand Thomas Jefferson ou George Washington, deux grands propriétaires d'esclaves, sont présentés comme les « pères fondateurs », triomphant lors de la guerre d'indépendance des Etats-Unis. Ces derniers étaient selon elle surtout motivés par fait que les Britanniques s'apprêtaient à abolir l'esclavage, mais selon des historiens l'abolitionnisme a en fait progressé juste après la guerre plutôt que juste avant, dans le sillage des abolitions des nouveaux américains du Nord, dès 1780, et des dizaines de milliers d'esclaves libérés par les Anglais pendant la guerre.
L'historienne Myriam Cottias a reconnu que les Noirs furent effectivement des «perfectionneurs de la démocratie» américaine et le New York Times a concédé que seulement «certains» Américains se sont principalement battus pour défendre l'esclavage lors de cette guerre d'indépendance, souvent présentée comme l'avènement d'une ère de liberté via la révolte contre la tyrannie de l'empire colonial britannique, symbolisé par l'insurrection du "Tea Party" de 1774.
Cette guerre a aussi été considérée par des historiens américains comme « l’occasion du plus grand soulèvement d’esclaves de l'histoire »,. 
Les treize colonies, unies dans la guerre, n'étaient cependant pas d'accord sur la question de l'esclavage, qui continuera à les diviser lors des décennies suivantes, mais la question sera parfois occultée ou peu mise en avant dans l'historiographie officielle en raison des « ambiguïtés du discours américain sur l'esclavage » pendant la Révolution américaine. Pour l'historienne Sylvia Frey, elle est très vite devenue « un conflit tripartite, opposant également les Noirs esclaves aux maîtres blancs », qui a permis aux Noirs de « gagner leur liberté par les armes », selon Geneviève Fabre, mais fut selon d'autres en partie nourrie aussi par les idées conservatrices de John Locke, qui reposaient sur la notion centrale de «propriété ».
Si la majorité des esclaves noirs y travaillant ne furent pas affranchis pendant la guerre d'indépendance , plusieurs dizaines de milliers se sont enfuis ou ont été libérés par les Anglais,, dans les deux Caroline, mais aussi en Virginie, en Georgie ou encore dans le Maryland, en échange de leur enrôlement dans les combats, saisissant « une occasion formidable de s'octroyer la liberté ». Parmi eux, 20 appartenaiennt au futur président américain Thomas Jefferson, planteur en Virginie.
Selon Jill Lepore, historienne à Harvard, c'est ce qui « a fait pencher la balance en faveur de l’indépendance américaine » en faisant basculer les riches propriétaires d'esclaves contre l'Angleterre. 
Au total, les historiens estiment « qu’environ 100 000 personnes tenues en esclavage ont ainsi trouvé asile à l’arrière des lignes britanniques ». Parmi ce nombre, ceux qui ont réussi à s'enfuir définitivement furent plus nombreux que les volontaires pour combattre dans l'un ou l'autre camp.
Certains historiens n'abordent « jamais le problème des esclaves volés et de ses conséquences diplomatiques ». Thomas A. Bailey, par exemple analyse le traité abordant cette question « sans parler de la partie de l'article 7 qui traite des esclaves volés ».

## Le contexte historique et social des colonies du Sud
Le contexte historique et social des colonies du Sud, qui variait beaucoup de l'une à l'autre a amené les Anglais à en jouer pour que les libérations d'esclaves, d'abord en Virginie, ne soient pas trop mal reçues. Dans cet Etat, les esclaves Noirs n'étaient presque plus importés d'Afrique mais nés sur le sol américain, en particitipant à la vie religieuse, tandis que convictions des chrétiennes des quakers de Philadelphie comme Antoine Bénézet et des fondateurs de la Georgie, d'origine présbytérienne ont également facilité la tâche, face aux grands planteurs esclavagistes de Caroline du Sud, moins progressistes.

### L'influence d'Antoine Bénézet
Les élites anglaises subissent l'influence croissante d'Antoine Bénézet un négociant protestant venu de Picardie, qui avait fondé dès 1756  une Association amicale pour rétablir et maintenir la paix avec les Indiens par des mesures pacifiques. Après la guerre de Sept Ans, il avait relayé auprès du roi les plaintes des Acadiens déportés. 
Le succès de son pamphlet Some Historical Account of Guinea, adressé directement à l'archevêque de Cantorbéry en 1771, l'amène à pousser des quakers de Philadelphie à affranchir leurs esclaves, puis à fonder en 1775, avec eux et des membres d'Églises protestantes, la Pennsylvania Abolition Society.

### Virginie, Caroline et Georgie, trois approches différentes de l'esclavage
Au cours des décennies qui ont précédé la Guerre d'indépendance des États-Unis trois des principales colonies du sud, Virginie, Caroline et Georgie, ont vu se développer trois approches différentes de l'esclavage, en raison de leur entrée à des périodes différentes dans cette pratique. Sans surprise, ce sera en Virginie que les esclaves libérés par les Anglais entre 1775 et 1784 seront d'abord les plus nombreux, les Anglais s'appuyant sur le fait que le statut des esclaves y était déjà moins conflictuel que dans les deux autres, car reposant sur la culture du tabac, moins rentable, mais aussi moins basée sur l'exploitation intensive d'un grand nombre d'esclaves.
Les nombreuses révoltes d'esclaves spécifiques à l'histoire de la Caroline du Sud, comme la Rébellion de Stono du 9 septembre 1739, qui a déclenché un moratoire de 10 ans sur les importations d'esclaves via Charleston et induit un durcissement du « Negro Act » interdisait en particulier aux esclaves les gains d'argent et l'éducation, ont créé un sentiment de peur chez leurs propriétaires blancs, globalement plus riches, plus récemment arrivés et recourant plus à la traite négrière. Dans cette colonie, dès la fin du siècle précédent de très nombreux esclaves amérindiens ont été recensés par les estimations des historiens. Ils parvenaient assez souvent à s'enfuir dans la forêt qu'ils connaissaient bien alors que les Noirs l'ont par la suite fait moins souvent mais de manière plus violente et plus collective, revenant libérer d'autres esclaves par la force.

### Engagés volontaires blancs, Amérindiens puis esclaves noirs, les trois vagues
En un demi-siècle, de 1619 à 1670, seulement 5000 esclaves noirs arrivèrent aux treize colonies. En Virginie, les premiers habitants furent des blancs libres et en Caroline un peu plus tard des engagés volontaires blancs travaillant pour des planteurs virginiens de tabac. 
La Caroline anglophone fut fondée en 1663 par des émigrés de la Barbade, le roi Charles II d'Angleterre accordant une charte à huit de ses partisans en qui avaient soutenu sa restauration catholique. La proportion d'engagés volontaires blancs dans la population variait de 70 % à 85 % sur les 15000 arrivées en Caroline entre 1630 et 1680, mais parmi eux 60 % ne survivent pas aux quatre années moyenne des contrats d'engagement, malgré leur jeunesse: les deux tiers ont entre 15 et 25 ans. En Caroline, ils seront remplacés par des esclaves amérindiens dans le dernier quart du 16e siècle, et par des esclaves noirs ensuite.
C'est seulement à partir de 1640 que les tribunaux de Virginie ont traité différemment les noirs des autres tandis qu'en 1655 la Jurisprudence Elizabeth Key donne encore la liberté à une fille d'esclave quand son père ne l'est pas, et seulement en 1664 qu'un « code de l'esclavage » est adopté dans le Maryland voisin, écrivant que les noirs sont esclaves à vie. Les noirs n'étaient que 150 en 1640 et 300 en 1649 et l'historien Fernand Braudel souligne que « les exportations de tabac de la Virginie et du Maryland sextuplent en trente ans, entre 1663 et 1699 », avec « passage du travail des blancs à la main-d'œuvre noire ». Et il faudra attendre 1691 pour l'Assemblée de Virginie décrête l'illégalité des relations sexuelles entre races et une peine de 5 ans d'esclavage ou 15 livres d'amendes pour toute femme blanche qui a un enfant avec un noir, celui-ci étant exposé à 30 ans d'esclavage. 
La production de tabac de Virginie continue à progresser dans les années 1670 mais la demande commence à décliner et les prix avec, tandis que les engagés se font plus exigeants sur les conditions. Les prix du tabac se stabilisent entre 1680 et 1710 puis repartent à la hausse après 1720, provquant une expansion des cultures vers le Sud et l'Ouest. L'économie de la Virginie n'a jamais été très rentable, même de 1660 à 1680, quand elle croît à un rythme de 2,5 % par an. Les planteurs de tabac n'exploitaient pas la même terre plus de trois ans, afin de pallier l'usure des sols. 
Pour compléter leurs revenus, les colons de Virginie achetaient des peaux de cerfs auprès des tribus indiennes, en échange d'armes et de munitions, allant parfois les chercher dans l'intérieur des terres. 
Plus tard, ils achètent des prisonniers amérindiens, qu'ils installent dans les premières rizières de Caroline : en 1708, environ un sixième de la population de cette colonie est constitué d'amérindiens réduits en esclavage, d'autres étant expédiés sur les marchés d'esclaves de la Caraïbe. Au cours des quatre premières décennies d'existence de la Caroline, près de 20.000 amérindiens furent réduits en esclavage, dont une majorité de femmes. 
En 1685, les 200000 Amérindiens du sud-est des futurs USA sont encore 4 fois plus nombreux que les Blancs mais ils ne sont plus que 67000 en 1730, dont seulement 5000 à l'est des Appalaches. Ce sont les Européens qui sont à cette époque deux fois plus nombreux qu'eux. Le nombre d'Amérindiens se stabilise ensuite car ils ont développé des systèmes immunitaires. Entre-temps, en 1715-1717, la Guerre des Amérindiens de Yamasee fait 400 victimes blanches, en vengeance de l'esclavage. 
Les colons ont ensuite préféré importer des esclaves noirs, en majorité des hommes, jugés moins enclins à s'échapper et dont les arrivages étaient plus prévisibles, d'autant qu'ils ont les moyens d'en acheter car les rendements du riz de Caroline sont bien supérieurs, 20 % par an contre 5 % à 10 % pour le tabac de Virginie, enrichissant une élite agricole plus récente. la Caroline s'est tournée vers la culture du riz vers 1690, car elle est adaptée aux terres inondables. Les esclaves noirs l'importent de l'Afrique de l'Ouest et les débouchés commerciaux sont de plus en plus les îles à sucre des Antilles, où la traite négrière s'est intensifiée un peu avant le milieu du siècle.

### L'expansion des grandes plantations rizicoles de Caroline du Sud
En 1700, les 2800 esclaves noirs de Caroline représentaient 40 % de la population non amérindienne de Caroline, proportion bien plus élevée qu'en Virginie. Leurs arrivées représentent 1000 personnes dans les années 1690 puis respectivement 3000 et 6000 au cours des décennies suivantes. Dès 1720 ils pèsent bien plus de la moitié de la population, proportion qui ne va cesser de s'accroître. La culture du riz permet des économies d'échelle sur des plantations plus grandes que celle de tabac, avec une plus forte proportion d'esclaves, qui atteint 90 % dans certains comtés. Ils travaillent dans l'eau, exposés aux insectes et maladies. 
La production rizicole passe 0,26 million de livres en 1700 à 6 millions dans les années 1720 et 16 millions dans les années 1730. La demande est dopée dans les années 1730 par la forte immigration de familles modestes écossaises et irlandaises qui s’installent au pied des Appalaches. Le représentant de la colonie Henry Laurens, exporte du bois acheté au Piémont des Appalaches en échange de riz, par Charleston, devenu le plus grand port du Sud. En 1730, la Caroline, où 80 % des Blancs possèdent des esclaves dans certains secteurs rizicoles, compte deux esclaves pour un Européen, la proportion est inverse en Virginie. Les deux Caroline, du Sud et du Nord, ont chacune 34000 habitants, avec 29 % de Blancs pour la première et 78 % pour la seconde.
La population noire des colonies du Sud passe ainsi de 16000 en 1700 à 400000 en 1776, multipliée par 25 en trois-quarts de siècle, tandis que celle des Blancs sextuple pour atteindre 600000. La Caroline du Sud est la plus riche des 13 colonies en 1770 grâce à une récolte de riz dont la valeur a doublé en vingt ans, et a même été multipliée par 30 en 70 ans. Elle a triplé sa population totale en entre 1730 et 1760, avec les arrivées de Noirs pour nourrir en riz les esclaves de toute la Caraïbe.

### Le cas particulier de la Georgie presbythérienne
En Georgie, le groupe de "trustee" idéalistes menés par James Oglethorpe qui créé cette colonie en 1732 était lié à l'Independent Presbyterian Church, d'origine écossaise. Pour servir de glacis avec les forts français et espagnols au sud le Fort de Savannah est érigé en février 1733 pour accueillir des emprisonnés en Angleterre pour dette par le général James Oglethorpe. Juste à côté, la colonie écossaise de Darien (Géorgie), d'origine presbytérienne, est fondée en janvier 1736 par 177 Écossais des Highlands (hommes, femmes et enfants) recrutés en tant que colons-soldats par James Oglethorpe. Elle tire son nom de la tentative échouée trente ans plus tôt, appelée Projet Darién, échaffaudée par Sir William Paterson, négociant parlementaire whig et administrateur de la Banque d'Angleterre, qui vit périr entre 1698 et 1700 la quasi-totalité des 2 500 Écossais s'étant installés dans l'isthme de Panama, face au Rendez-vous de l'île d'Or, où les pirates se réunissaient chaque année pour gagner le Pacifique par les rivières avec les Indiens Kunas.
La nouvelle colonie écossaise de Darien (Géorgie), installée cette fois en  Georgie veut éviter les erreurs commises trente ans plus tôt. Elle établit un règlement interdisant l'esclavage. Le texte réserve le territoire aux personnes emprisonnées pour dettes, qui n'ont que le droit de l'exploiter pour leur compte. Ils travaillent, sans les posséder, sur des lots de 45 âcres chacun concédés pour 15 ans. L'importation d'alcool y est interdit. James Oglethorpe combat ensuite lors du conflit anglo-espagnol de 1739. Les Ecossais capturent cinq forts espagnols mais perdent la bataille de Fort Mosa, causant la mort ou la capture de 51 d'entre eux.
Les récoltes expérimentales de vin et d'olive de Darien (Géorgie) échouent et certains demandent à pouvoir acheter des terres et des esclaves, mais ne l'obtiennent pas : en 1739, 18 membres de la colonie signent la première pétition contre l'introduction de l'esclavage en réponse aux habitants de Savannah.
L'esclavage ne sera finalement autorisé que dix ans plus tard, en 1749, deux ans avant l'échéance du retour de la colonie à la Couronne. Une partie des trustee abandonne en effet deux ans avant. Le Roi en profite alors pour céder les bonnes terres à des planteurs de Caroline qui y transplantent des esclaves, et le sentiment des Blancs sur l'esclavage y reste mitigé comme en Virginie.
Par la suite, pendant la guerre, la part de la population noire a chuté de manière significative en Géorgie, passant de 45,2 % de la population à seulement 36,1 % car 7 000 des 21 000 noirs de la colonie en ont profité pour s'échapper ou pour se faire affranchir.

### Une démographie noire portée par les naissances
Entre 1700 et 1770, la démographie des esclaves noirs des Treize colonies n'est pas portée par l'importation de captifs mais par les naissances. C'est la seule région coloniale dans ce cas, partout ailleurs les esclaves meurent plus qu'ils ne donnent naissance. Le climat et l'alimentation, ainsi que l'absence de la production de sucre, aux conditions de travail exténuantes, l'expliquent. À partir de 1750, les femmes représentent une part très importante de la population noire des Treize clonies, et leurs enfants parlent anglais et pratiquent la religion. Au moment de la Guerre d'Indépendance seulement un esclave de Virginie sur dix est né en Afrique. En Caroline du Sud, c'est encore 33 % d'entre eux en 1770. Les propriétaires fixent un volume de travail quotidien aux esclaves, qui ont le droit de cultiver un potager le reste de la journée, pour lui, ou  pour en revendre un peu, ce qui suscite des critiques de certains propriétaires Blancs à Charleston en 1768.

### L'arrière pays, une faible population d'esclaves
En 1775, un quart de million de personnes vivent dans l'arrière-pays, dont seulement 40000 esclaves, un peu plus du dixième de la population. Ces derniers travaillent sur de petites plantations de tabac.
La population y est composée essentiellement des Blancs pauvres, souvent d'ex-engagés et des Ecossais arrivés récemment. La plupart vivent surtout de chasse et pêche.

## Les Anglais premiers à recruter des esclaves comme combattants
Dès le 19 avril 1775, quand les premiers combats éclatèrent à Lexington et à Concord, plus au sud, le gouverneur de Virginie Lord Dunmore, menaça d’armer des esclaves pour contrer l'insubordination croissante des Blancs dans sa colonie et dans les mois qui suivirent il en recruta des centaines. Les Anglais furent ainsi les premiers à recruter des esclaves comme combattants dès les premiers jours de la guerre, qui ne gagnera le sud que sept mois plus tard. 
Dès mai 1775, des esclaves fugitifs qui ont été informés de sa décision se rassemblent sur l’île Sullivan, dans le port de Charleston. Le site doit être protégé par la force par la flotte britannique, après qu'une attaque américaine contre l’île et ses esclaves a « tué plusieurs d'entre eux », les « premières victimes de la guerre d’Indépendance dans le Sud ».  
La politique Lord Dunmore contribua à la guerre car « les rumeurs autour de son plan alarmèrent les propriétaires Blancs » et « de toutes les préoccupations, la plus grave était la menace potentielle contre esclavage », l'obligeant « dans un premier temps » à renoncer  officiellement à cette idée. 
Mais en novembre 1775, il y revient, avec pour prétexte de sanctionner des indépendantistes qui avaient capturé quelques marins anglais, par le biais d'un appel officiel, qui promit l'affranchissement à tous les esclaves s'enrôlant dans l'armée britannique : c'est "la Dunmore's Proclamation", effectuée dans le village de Kemp’s Landing.
Un mois après s'est déroulée la Bataille de Great Bridge, le 9 décembre 1775, dans la région de Great Bridge (en), la première de la guerre à se dérouler en Virginie.
les forces de Dunmore y reçoivent le renfort de 120 familles de Highlanders écossais établis dans l'arrière pays, mais pas réellement entraînés à se battre. Le 8 décembre alors que le camp de la milice de Caroline compte 900 hommes, dont 700 combattants.

## Le large mouvement de défection des esclaves
Cette proclamation « suscite immédiatement un large mouvement de défection » des esclaves « des fermes et plantations »,. Pour les militaires anglais, qui l'avaient nourri en réquisitonnant les stocks alimentaires dans les plantations, il « dépassa leurs espérances ». La Virginia Gazette annonce que Norfolk (Virginie) est « pleine d’esclaves, prêts à s’insurger sous les ordres de leur chef ». Dunmore créé pour eux le « régiment éthiopien » qui dès la Bataille de Great Bridge du 9 décembre 1775, constitue près de la moitié des militaires britanniques.
Dunmore créé le « régiment éthiopien» mais confie aussi en 1775 à beaucoup d'autres esclaves des rôles de soutien: construction de tranchées et ouvrages mécaniques, fabrication de chaussures, forge et menuiserie, et aux femmes, des missions d'infirmières, cuisinières et couturières, même si le camp d'en face conteste ces recrutements sur le plan juridique. Mais après la déclaration de la guerre, le besoin de combattants supplémentaires l'amène à armer des esclaves noirs avec des fusils. « Des dizaines de milliers de noirs cherchèrent à rejoindre » ce régiment éthiopien, et si « peu d'entre eux y parvinrent réellement » lors de sa création, leurs défections « sabotèrent » l'économie de plantation. La déclaration de Lord Dunmore s'est en effet répandu comme une « trainée de poudre » chez les esclaves et a aussi semé la « fureur » et « la panique en Caroline du Nord et du Sud car tous les gouverneurs royaux font savoir qu'ils vont s'inspirer de cette stratégie ».

## Les propriétaires du Sud quittent le camp anglais
Ce que les historiens appellent «l'insurrection de Dunmore », a provoqué chez les esclaves « un départ massif des plantations » mais elle aussi eu pour conséquence involontaire de « précipiter l'adhésion des élites locales à la cause » indépendantiste alors que l'Angleterre comptait au contraire sur elles pour contrebalancer la révolte des marchands de la Nouvelle-Angleterre.
Dès le mois de mai 1775, des rumeurs circulent à Charleston sur une fuite massive des esclaves. À peu près au même moment, des fugitifs se rassemblent sur l’île Sullivan, dans le port de Charleston, protégée par la flotte britannique, après qu'une attaque américaine contre l’île ait « tué plusieurs d'entre eux », les « premières victimes de la guerre d’Indépendance dans le Sud ». La milice de la Caroline du Sud est  anglais « appelée principalement pour se prémunir contre toute tentative hostile » des Anglais pour libérer des esclaves. 
En mars 1776, lorsque la Caroline du Sud s'est déclarée indépendante de la Grande-Bretagne trois mois avant les 13 colonies dans leur globalité, elle citera comme motif le fait que les Britanniques avaient « excité les insurrections domestiques » et « les ont armés contre leurs maîtres ».

## Les opérations militaires anglaises se déportent au Sud esclavagiste
Au moment où les défections d'esclaves se mulitplient et poussent leurs propriétaires dans le camp des indépendantistes, les opérations militaires anglaises « se déportent au Sud » : chassé des terres par les propriétaires d'esclaves, Lord Dunmore « attaque les plantations depuis ses navires », ce en quoi « ses soldats et marins noirs lui sont fort utiles ».
La région devient risquée pour tous. Les planteurs de coton des îles de Goergie se réfugient aux Bahamas, tandis que les Anglais s'emparent, à la pointe sud des 13 colonies, de la bourgade fortifiée de Savannah, capitale de la Goergie, qui permet de remonter la puissante rivière du même nom pour faire la jonction avec les nombreuses tribus Amérindiennes de l'interieur des terres, appelée "confédération indienne", en conflit depuis des décennies avec les propriétaires d'esclaves de la Caroline du Sud ou de la Louisiane française et qui ne pouvaient plus jouer, sur le plan commercial, des rivalités entre Blancs depuis le Traité de paix franco-hispano-anglais de 1763.
Les troupes anglaises conserveront le contrôle de cette place et de sa rivière en octobre 1779 face au Siège de Savannah, majoritairement mené par 3500 soldats français venus de Saint-Domingue. L'échec de ces derniers est largement causé par un dédale de fortifications érigé en quelques jours par des centaines d'ex-esclaves autour de Savannah, obligeant les Français à s'enliser dans la zone marécageuse qui les complétait, sous forme de défense naturelle.
En 1779 aussi, quatre ans après la Dunmore's Proclamation (en) de 1775, Sir Henry Clinton édicte la très officielle Philipsburg Proclamation (en), son pendant pour la région de New York, où travaillaient beaucoup moins d'esclaves mais dans le port duquel se réunissent ceux qui ne peuvent plus revoir leurs anciens maîtres et espèrent gagner de nouvelles destinations, dans la Caraïbe, en Louisiane ou en Floride espagnole, d'autant qu'on parle à la même époque de faire revenir en Louisiane des contingents importants d'Acadiens réfugiés en France.

## Les négociations anglo-américaine lors de l'évacuation de 1782-1783
À l'automne 1782 et au printemps 1783, les troupes britanniques sont regroupées dans trois ports (Savannah, Charleston et New York) pour leur évacuation. C'est le moment où les Américains « cherchent à empêcher le départ des Noirs ».  Les négociateurs britanniques estiment alors que seuls ceux qui sont partis après le 30 novembre 1782 peuvent être rendus. Finalement, Londres propose, pour apaiser, « un registre de Noirs présents dans les lignes britanniques », en vue d'une « prétendue indemnisation ultérieure ». Ce fait historique sera utilisé plus tard, mais sans succès par les diplomates américains. Les Britanniques finissent par accepter une « commission d'arbitrage », mais elle « ne peut mener ses travaux à bien ». Et en mai 1783, le leader américain George Washington constate le refus des plus hautes autorités militaires britanniques qui « décident de violer sciemment le traité de paix et d'emporter les esclaves ». Les négociateurs américains à Paris relaient le mécontentement de leur camp puis ceux chargés de l'indemnisation ultérieure vont rappeler « avec constance leurs revendications sur le sujet entre 1783 et 1794 ».

## Les destinations diverses prises par les esclaves

### Les esclaves enrôlés comme "loyalistes"
Parmi les esclaves libérés qui ont servi dans l'armée anglaise, plus de la moitié ont été emportés par les épidémies de variole qui frappèrent les armées britanniques pendant la guerre car ils étaient « les premières victimes du froid, de la faim et du manque d’hygiène », avec 150 morts dans leurs rangs au cours du seul mois de mars 1776.
Seule une partie des esclaves libérés a pu être recensée de manière exhaustive: ceux qui ont accepté de donner leur nom, âge et la date de leur fuite et attesté qu'ils avaient combattu avant le 30 novembre 1782, ont reçu un "certificat de liberté" et furent inscrits dans un "Book of Negroes".
Il a facilité, à l'issue de la guerre, la traçabilité de l'évacuation en Nouvelle-Ecosse. Mais d'autres colonies Anglaises d'Amérique, restées possession de la Couronne après la guerre, comme le Nouveau-Brunswick et la Colombie britannique, ont aussi été réquistionnées pour accuellir des ex-esclaves qui s'étaient réfugiés dans les ports pendant la Guerre.
Le climat au Canada était plus rigoureux que celui des colonies du Sud mais il leur était difficile de revenir de manière trop visible ou trop nombreuses dans les colonies de leurs anciens maîtres. Mais ce sont cependant d'ex-propriétaires d'esclaves estimant avoir été volés, des "loyalistes Blancs" que les "loyalistes Noirs ayant servi dans l'armée ont retrouvé en Nouvelle-Ecosse, où 3 000 d'entre eux arrivèrent dès mai 1783. Peu désireuses d'encourager ces arrivées, les autorités locales trainent des pieds. Les Noirs reçoivent des parcelles plus petites, mal placées, au bord d'un marécage et dont la propriété ne leur sera reconnue qu'après trois ans. Parmi eux, Stephen Blucke, colonel de la "Black Company of Pioneers", qui fut avec le Colonel Tye, mort au combat en 1780 une figure des Loyalistes noirs. Ils forment les "Port Rosey Associates" du nom de leur lieu d'accueil, l'ancien nom de Shelburne. Parmi ces 3037 arrivants noirs, 415 sont encore esclaves, arrivés avec leurs maîtres. Noirs et Blancs se retrouvent ainsi à cohabiter dans la région de Shelburne, où dès le 26 juillet 1784 une quarantaine de loyalistes blancs, pour qui « la couleur de la peau et la servitude sont intrinsèquement liées » démolissent la maison de David George, un prêtre baptiste, à qui ils reprochent de défendre les Noirs. 
La ville de Birchtown devient vite un refuge pour les esclaves fugitifs de cette colonie de Nouvelle-Ecosse, où les autorités ne savaient pas encore combien d'ex-esclaves allaient arriver ni dans quelles conditions: elles freinèrent le mouvement en leur accordant peu de terres et moins qu'aux Blancs pour ménager les plus virulents de ces derniers.
En raison de ces difficultés, à l'initiative de la Sierra Leone Company,  une compagnie à charte mise sur pied par Granville Sharp et Henry Thornton, des savants et économistes britanniques converti à l'abolitionnisme, environ  4 000 ex-soldats noirs furent conduits dans la colonie de Sierra Leone en 1787, où ils participèrent à la création d'un nouveau gouvernement du Sierra Leone, premier Etat indépendant d'origine occidentale en Afrique de l'Ouest. Cinq ans plus tard, 1 192 autres Loyalistes noirs de Nouvelle-Écosse immigrèrent comme Colons néo-écossais de Sierra Leone, où Zachary Macaulay était revenu administrer le nouvel Etat dont il devient gouverneur en 1794.

### Les esclaves qui ont trouvé d'autres refuges
Environ un tiers des 15000 esclaves de la Géorgie et plus de 20000 de la Caroline du Sud se sont enfuis pendant la Guerre, en grande partie vers la Floride espagnole, comme les 8500 sont partis avec les Britanniques lors des évacuations de Savannah et Charleston. 
Parmi ceux qui avaient fui, certains réussissent à se réinstaller aux Antilles ou en Floride espagnole, qui sera elle aussi visée par une expédition des militaires français de Saint-Domingue. 
D'autres sont partis vers les bois et les montagnes de l'arrière-pays, où ils ont constitué des gangs hors-la-loi difficiles à traquer. Beaucoup sont morts de malnutrition et quelques uns furent capturés par des officiers et revendus. 
En 1786, deux ans après la guerre, pas moins de 100 esclaves en fuite vivaient dans une communauté sur une île de la rivière Savannah. 

### Les ex-esclaves installés dans les Appalaches
Certains ont rejoint des populations qui avaient peu avant, au milieu du XVIIIe siècle, migré vers les montagnes de l'Est, la chaîne des Appalaches, formant d'anciennes communautés métissées dans l'est du Tennessee et du Kentucky, ainsi que la Virginie-Occidentale, l'ouest des Carolines. 
Avant une étude publiée en 2012, le "Melungeon DNA Project" basé sur l'ADN et coordonné par Jack Goins, les communautés de "Melungeons" des Appalaches étaient perçus comme résultant d'un mélange d’amérindiens, d’afro-américains et d'européens, mais celle-ci a montré très peu d'ascendance amérindienne, un maximum d'ascendance africaine pour les gènes masculins et beaucoup d'ascendance européenne pour les gènes féminins.
Le terme de "Melungeon" apparaît dès 1795 dans un journal de ce qui n’est pas encore l’Alabama pour qualifier les suspects de l'assassinat dans l'ouest de la Virginie, tout près d'un secteur d'habitat traditionnel des "Melungeons, du français Pierre-François Tubeuf, parti avec cinq familles françaises exploiter une concession de 55 000 acres dans la région charbonnière des Appalaches. Les "Melungeons" sont présentés par ce journal de 1795 comme des Amérindiens et des brigands.
Une autre étude, de l'historien Paul Heinegg, "Free African Americans in Virginia, North Carolina, South Carolina, Maryland and Delaware (1995–2005)" a montré que 80 % des personnes « libres de couleur » recensées entre 1790 et 1810 en Caroline du Nord venaient de la Virginie de l'époque coloniale. La nébuleuse de groupes sociaux de cette vaste région inclut aussi les familles métisses dites "noires hollandaises" du Sud profond, qui portent surtout des noms de famille anglais ou écossais-irlandais ainsi que les familles de Caroline du Sud appelées "Croatan", auxquelles avaient très tôt contribué des esclaves africains et des engagés européens sous contrat, qui avaient cherché refuge parmi les Indiens, ou encore les "Lumbee" en Caroline du Nord. 
Par la suite, au cours des quatre premières décennies du XVIIIe siècle, à la suite de révoltes d'esclaves sanglantes, des lois dites "Jim Crow" qui ont imposé une forme de ségrégation raciale très étanche et de promotion de la suprématie blanche, ont traqué les métis dans plusieurs Etats du Sud, les obligeant le plus souvent à dissimuler leur origine, y compris les traces écrites.

### Les esclaves emmenés par les propriétaires aux Bahamas et en Jamaïque
Des milliers d’esclaves ont par ailleurs accompagné, sans en avoir le choix, leurs maitres loyalistes émigrant vers les Bahamas et la Jamaïque, détenues par la Couronne britannique, et qui revinrent pour beaucoup aux USA une fois finie la guerre, en particulier après la taxe à l'importation de coton de 1789.

### Les esclaves qui combattirent du côté américain
D'anciens esclaves combattirent au contraire du côté américain : ils furent près de 5000, recrutés par leurs maitres, et « quelques-uns gagnèrent leur liberté », mais cette pratique divisait les planteurs du sud, bon nombre d'entre eux refusant que les esclaves fussent armés, préférant qu'ils servent comme éclaireurs ou ouvriers, ou refusant tout simplement. 
En 1776, le Congrès continental accepte la proposition de George Washington d'autorise la réinscription d’hommes noirs libres qui avaient déjà servi. Puis en mars 1779 le Congrès a autorisé un plan pour libérer et armer 3000 esclaves pour défendre la Géorgie et la Caroline du Sud, où John Laurens, fils de l’un des plus grands propriétaires d’esclaves, en fit la proposition, cependant « balayée » par l'opposition des propriétaires. 
Le besoin de soldats a surmonté les réticences des planteurs et James Madison exhorta la Virginie à s’enrôler et à libérer des esclaves. Le Maryland, en 1780, réclama explicitement le recrutement d’esclaves. Certains se firent passer pour libres ou de substituts à leurs maîtres, mais une grande partie sont morts pendant la guerre sans être armés, comme simple ouvriers.
Une des victimes du Massacre de Boston en 1770 fut Cripus Attuck, un Noir libre.

## Conséquences

### Les propriétaires d'esclaves réclament une indemnisation
Une large partie des esclaves libérés sont morts de la variole ou se sont enfuis, mais le décompte exact n'est pas disponible et les planteurs américains estiment que les Anglais les ont "volé" l'essentiel. Ils se mobilisent pour recevoir une indemnisation dès la fin des hostilités en 1783 avant même la signature du traité de paix. Cette exigence va constituer pendant onze ans un point d'achoppement des négociations entre Anglais et Américains, et domine le projet de Traité de Londres (1795) signé le 19 novembre 1794, qui déclenche l'impopularité du président américain John Jay. Le négociateur américain se révèle être un anti-esclavagiste militant, et on lui reproche son insuccès. L'article 7, en effet, traite des esclaves volés, mais « on ne dit rien […] des esclaves qui avaient été emportés » c'est-à-dire la plupart d'entre eux. Thomas Jefferson, futur président américain et animateur  du parti français à Washington, dénonce cette inneficacité. Même s'il a condamné l'esclavage dans des textes, il en a lui-même perdu une vingtaine pendant la guerre et ne fera rien pour l'aboliton.
Mécontent de la fermeté anglaise sur ce point litigieux, le Congrès américain décide en 1789 la taxe à l'importation de coton de Saint-Domingue ou des îles anglaises, de 3 cents par livre, pour ramener sur le sol américain le Sea Island cotton, cultivé aux Bahamas pendant la guerre d'indépendance par des loyalistes exilés. Cette variété aux qualité reconnues sera ensuite implanté en Caroline du Sud et en Géorgie, le Sea Island cotton contribuant aux débuts de l'expansion cotonière dans le grand Sud. Le désaccord sur l'indemnisation des propriétaires d'esclaves ne sera finalement réglé qu'après la guerre de 1812 lors du traité de Gand.

### L'évolution des congrégations religieuses sur la question de l'esclavage
Les baptistes s'opposant à l’esclavage ont obtenu satisfaction juste après la guerre, en 1785, quand le "General Committee of Virginia Baptists" a qualifié l’esclavage de « contraire à la parole de Dieu » puis en 1789 de « privation violente des droits de la nature et incompatible avec le gouvernement républicain ». La même évolution conduit à la scission religieuse de 1784, qui voit les méthodistes quitter l’Église épiscopale héritière de l'anglicanisme. Leur choix est motivé par leur souhait  de mesures pour « extirper cette abomination (de l’esclavage) du milieu de nous ».
Plusieurs propriétaires très croyants ont fait scandale car ils ont libéré leurs propres esclaves, comme Robert Carter, l'un des plus riches de tous les Virginiens, avec environ 500 esclaves, qui décide ensite de leur louer des terres et de leur verser des salaires. Il prend cette voie dès 1778, provoquant le scandale chez ses fils et gendres, qui se voient ainsi en grande partie déshérités. Même s'ils furent des exceptions, le nombre de Noirs libres en Virginie s'est rapidement envolé, pour dépasser 20000 en 1800, tout en ne représentant que moins de 10 % de la population noire. Dans ce nouvel Etat, l'accroissement de la population noire s'est faite uniquement par des naissances, comme c'était déjà presque le cas avant la guerre, car l’épuisement des sols a conduit les petits planteurs du Piedmont (États-Unis) et de la zone dite "Tidewater", qui le sépare de l'atlantique, affaiblis par la Guerre, à passer du tabac aux céréales et donc à vendre leurs esclaves à des planteurs plus riches du « Southside », zone proche de la Caroline du Nord, où ces derniers ont par ce biais augmenté de moitié leur récolte de tabac entre 1785 et 1790: dès 1800, le « Southside » était à 57 % habité par des esclaves.

### Les abolitions de l'esclavage dans les Etats du Nord
Au XVIIIe siècle, nouveaux  Etats du Nord des USA sont les premiers à prendre, de manière progressive, la direction de l'interdiction légale de l'esclavage. Des abolitions très limitée avaient déjà pris place dans l'Antiquité, puis concernant le sol de pays européens au Moyen-âge, mais dans des contextes bien différents au plan social.
Les premières abolitions américaines passent par la loi dès 1780 en Pennsylvanie, le bastion historique des quakers anti-esclavagistes depuis la "Protestation de Germantown", mais aussi dans le Connecticut et le Rhode Island en 1784. L'interdiction légale de l'esclavage  est obtenue à la même époque par les tribunaux dans le New Hampshire et le Massachusetts.
Dans les colonies du sud, l'esclavage est resté légal, sur fond de combats virulents contre l’abolitionnisme. À Charleston en 1788, dans la capitale de la Caroline du Sud à l'époque, des héritiers de planteurs ont symboliquement lapidé des lieux de prêche des méthodistes. En  Virginie aussi, des pétitions ouvertement racistes dénoncent l’abolitionnisme. Après la Guerre, certains baptistes et méthodistes autrefois abolitionnistes changent d'idée sous la pression de leurs proches, pour prôner un "évangile des plantations".
Au niveau national James Madison prit des mesures pour faciliter la traque des esclaves en fuite juste après la guerre et il fut décidé de renforcer le pouvoir politique des planteurs du Sud, tant au sein même de leurs assemblées qu'au niveau des USA dans leur ensemble. Finalement, à la fin des années 1780, le vote d'une nouvelle loi fédérale sur l'esclavage est même assortie d'un discours idéologique par une « affirmation de la suprématie blanche ».

### La montée de l'abolitionnisme en Angleterre
Alors que l'esclavage avait pris de l'ampleur dès le milieu du XVIIIe siècle via une "traite négrière" intensifiée, c'est à partir de la période 1783-1784, celle de la fin de la guerre d'indépendance des États-Unis, que l'abolitionnisme en Angleterre prend de la vigueur par une série d'écrits qui ont rapidement l'oreille de hauts responsables de la Royal Navy puis de centaines de milliers de Britanniques. Le mouvement international  qui réclame son abolition dès les années 1780 est mené par les quakers, forts d'un siècle d’abolitionnisme anglo-saxon et qui ont obtenu l'abolition de 1780 en Pennsylvanie.
Une première pétition est présentée au Parlement anglais en 1783,. James Ramsay, revenu des Antilles, publie en 1784 une enquête de trois ans, soutenue par le Charles Middleton, chef suprême de la Royal Navy, qui écrit à William Wilberforce pour qu'il plaide l’abolition aux autres députés,. Thomas Clarkson publie une autre enquête en 1786. Des pétitions massives pour l'abolition, au nombre de 519, totalisent 390 000 signatures en 1792,. 
La Société anglaise pour l'abolition obtient une enquête de la Couronne britannique dès 1788, quand l’œuvre de l'ex-esclave Cugoano est traduite en français et qu'un autre, Olaudah Equiano, épouse une Anglaise. Une campagne « anti-saccharistes » réclame le boycott du sucre en 1791.

### Les nouveaux USA affaiblis sur le plan agricole
Une grande partie de la main d’œuvre qui faisait tourner l'économie de plantation des colonies de Virginie, Caroline et Géorgie a fui soit avec ses propriétaires au Canada soit sans eux. Les sites produisant le tabac et le riz n'étant plus cultivés, plus protégés ni entretenus, sont dévastés et les champs saccagés, tandis que les grands clients se sont tournés vers d'autres fournisseurs ou des produits de substitution face à un prix trop élevé. Les exportations par habitant des Américains ont chuté de près de moitié au cours de la décennie qui a suivi la guerre.
Affaiblis par la guerre, beaucoup de petits producteurs de tabac de l'arrière-pays préfèrent se reconvertir dans la culture des céréales. Ils revendent leurs esclaves en Virginie, où le marché local qui existait avant la guerre s'étend à la Caroline, où les couples d'esclaves étaient moins nombreux avant la guerre, la traite négrière y ayant pris le relais de celle des Amérindiens vers 1710. Les captifs africains sont dirigés ainsi, après 1784, essentiellement sur la Caraïbe, tout particulièrement vers Saint-Domingue.
En Caroline du Sud, dévastée dès 1775, la récolte de riz « ne retrouva un niveau normal qu'en 1784 » tandis que la production d'indigo fut définitivement abandonnée.

### Les difficultés financières et politiques en France
La chute des exportations agricoles américaines, divisées par deux, complique le remboursement des emprunts effectués pendant la guerre auprès du créancier français, qui se retrouve lui-même en difficulté. La France avait consacré 2 millions de livres aux  expéditions militaires, douze fois moins que son financement indirect, via les 12 millions de livres prêtés aux Américains et les 12 autres millions qu'elle leur donna pour la guerre. Le Royaume avait aussi accordé aux USA une avance de six millions de livres pour la reconstruction du pays après la guerre. L'historien Pierre Goubert a écrit qu'en France, les États Généraux se réunirent en 1789 « parce que la banqueroute totale paraissait inévitable ; elle était apportée à la fois par les énormes dépenses de la guerre d'Amérique et le refus de toute l'aristocratie (mais aussi des banquiers) de contribuer sérieusement au soutien financier de l’État ». Les historiens Jean Tulard et Philippe Levillain estiment même que le coût de l'aide apportée par la France à l'indépendance américaine a « précipité la chute de Louis XVI ».
Les ex-propriétaires fonciers des colonies du Sud se mobilisent dès 1783 en faveur d'un projet d'indemnisation pour esclaves perdus pendant la guerre. Beaucoup sont morts de la variole ou sont impossibles à retrouver car en zone espagnole ou dans les montagnes de Appalaches, mais les planteurs américains estiment que les Anglais en ont "volé" l'essentiel et doivent donc les indemniser, espérant que la communauté internationale s'intéresse à leur cas. Une partie des esclaves étant partis avec des propriétaires loyalistes sur l'île anglaise de la Jamaïque, qui va ensuite tirer profit aussi de la Révolution haïtienne en augmentant rapidement sa production de sucre, les projets d'invasion de cette colonie anglaise par la France émergent dès 1794 puis se multiplient après la prise de pouvoir par Napoléon en 1799, sous la forme de mémoires transmis au Premier consul.